# 十文字和紙
十文字和紙（じゅうもんじわし）は、秋田県横手市十文字町睦合で生産される手漉き和紙。冬の農閑期に、江戸時代から作られている伝統工芸であり、最盛期には集落の大半で生産され、県内各地へ流通していた。しかし、製紙技術の発達により和紙の需要は減少し、2022年時点では、1人のみがその技法を受け継ぎ、生産を続けている。生産された和紙ははがきや模造紙、地元中学校の卒業証書に使われる。

## 歴史
十文字地域における紙漉きの歴史として、貞享4年（1687年）の「覚」（小松武家蔵）に、コウゾが植えられ、それを買い求める紙漉き職人がいたことが記されている。しかし、産業としては定着せず、江戸時代後期になるまで和紙の生産はほとんど行われなかった。しかし、19世紀に入ると、梨木地区における紙漉きの様子が明らかになってくる。「御領中紙開基之由来」（横手郷土史資料14号収容）によれば、横手盆地の仙北3郡（仙北郡・平鹿郡・雄勝郡）における製紙の始まりは、今宿村（現・横手市雄物川町今宿）の由利良介と佐々木山三郎が、伊達（福島県）からコウゾの苗を持ち帰って植えたことに由来するとある。その後、梨木羽場村に永吉という人物が移り住み、伊達から紙漉き職人を招いて指導させた。ただ、コウゾの植え付けは進んだものの、紙漉き技術の指導は十分ではなく、コウゾは供給過多により薪として使われてしまい、天保の大飢饉の影響によりコウゾ畑は大豆畑などへと転換されたという。その後、横手の士族である湯口庄治が、天保7年（1836年）に岩手県和賀郡更木村（現・北上市）の紙漉き職人を助けたことを契機に、その技術が伝えられ、以降は紙漉きが盛んになったが、後に廃絶してしまったと記されている。
睦合・植田地区では、梨木で紙漉きが始まった寛政年間頃から、信太太右衛門が紙漉きを始め、その指導を受けた土屋治兵衛が紙漉きの指導者として活躍した。その後、文政4年（1821年）に生まれた高橋栄吉は、紙屋源六の養子となり、土屋から紙漉き技術の指導を受け、慶応年間に2枚取りを4枚取りに漉きあげる技術を完成させた。これは、全国的に広まりつつあった紙漉きの効率化技術であったが、この改良によって周辺集落にも紙漉きが広がりを見せた。
秋田県内における紙漉きは、1897年（明治30年）頃に最盛期を迎え、136軒で行われていたが、その大半は平鹿郡内に集中していた。しかし、パルプや製紙業の発達に伴って和紙の需要は減少し、大正時代に入るころには6～7軒にまで減少した 。現在では、1軒のみで作られている。

## 生産工程
紙作りは12月から3月に行われる。これは、紙の繊維をまとめる糊が温かいと接着力が弱くなること、またカビの発生や腐敗を避けるためである。工程はすべて手作業で行われており、200年前と変わらない製法で作られている。
まず、採取したコウゾを2～3尺に切り、小束にまとめて縛り、火を焚いて蒸す。蒸したコウゾの皮を剥ぎ、一握りずつ重ねて干し、乾燥させたのち、茶色い表皮を剥ぐ。その後、水洗いしてから再度乾燥させ、白皮になったものを水に戻し、ソーダ灰を加えて1〜3時間程度煮て、さらに白くする。さらに、白皮を台の上に乗せて叩いて繊維を柔らかくし、ノリウツギの内皮から作った糊を混ぜ、とろみが出てきたら漉桁を使って漉き上げる。漉いた紙は重ね、一晩放置してから一枚ずつ板に張り付け、乾燥させる。

## 技術の継承
最盛期には集落の大半で生産されていた十文字和紙も、2022年時点では1人のみがその技法を受け継ぎ、生産を続けている。しかし、技法を後世に残すため、2016年に「十文字和紙愛好会」が発足し、2022年時点で17名が所属しており、生産の補助や創作活動を行っている。
横手市十文字町植田にある十文字西地区交流センター（十文字農村環境改善センター）には、十文字和紙の製作・継承のための設備を備えた「創作活動室」が整備されている。